# Three Kingdoms – Der Krieg der drei Königreiche
Die Literaturverfilmung Three Kingdoms – Der Krieg der drei Königreiche (Originaltitel: chinesisch 三國之見龍卸甲 / 三国之见龙卸甲, Pinyin Sānguó zhī Jiàn lóng xiè jiǎ, Jyutping Saam1gwok3 zi1 Gin3 lung4 se3 gaap3; internationaler Titel: englisch Three Kingdoms: Resurrection of the Dragon) ist eine chinesisch-südkoreanische-Koproduktion vom  Werk Die Geschichte der Drei Reiche von Luo Guanzhong.
Das Drehbuch verfasste Daniel Lee gemeinsam mit Chan Chi-leung. Daniel Lee übernahm auch die Regie. Hauptdarsteller des Films sind Andy Lau (Zhao Ziling), Maggie Q (Cao Ying) und Sammo Hung (Pingan).

## Inhalt
Der Film spielt im Zeitalter der Drei Königreiche (208–280 n. Chr.). Der Protagonist Zhao Ziling entstammt bescheidenen Verhältnissen, tritt in die Armee ein und wird dort von Pingan unterstützt. Die drei Könige versuchen, die jeweils anderen Königreiche zu erobern und somit das Land zu einen. Aufgrund seines Heldenmutes steigt Zhao schnell in die obersten Ränge des Militärs auf.
Doch die Jahre vergehen und ein absehbares Ende des Krieges ist nicht in Sicht. So entschließt sich der neue König zu einem großen Kriegszug gegen die anderen Herrscher, um das Ende herbeizuführen. Zhao begibt sich auf seinen letzten Kriegszug, der seinen Ruhm festigen soll. Hierbei trifft er auf Cao Ying, die Enkelin des Generals Cao Cao, dem er im Kampfe das Schwert abnahm, und führt gegen sie die Armee in den Kampf.

## Produktion
Für die Umsetzung des Films stand ein Budget von 25 Millionen US-Dollar zur Verfügung. Produziert wurde Three Kingdoms – Der Krieg der drei Königreiche von Visualizer, Taewon Entertainment, China Film Group, Beijing Film Studio und Bona Film Group.

## Veröffentlichung
Der Film wurde am 3. April 2008 gleichzeitig in China, Hongkong, Indonesien, Südkorea und Singapur veröffentlicht. Die deutschsprachige Erstaufführung war auf dem Fantasy Filmfest in Nürnberg am 27. August 2008. Der englischsprachige internationale Filmtitel lautet Three Kingdoms: Resurrection of the Dragon. In Deutschland fand kein Kinostart statt.

## Auszeichnungen

### Nominiert
- Asian Film Award 2009[10]
  - Best Composer: Henry Lai
- Hong Kong Film Award 2009[10]
  - Best Cinematography: Tony Cheung
  - Best Art Direction: Daniel Lee, Horace Ma
  - Best Action Choreography: Sammo Hung Kam-Bo, Tak Yuen
  - Best Original Film Score: Henry Lai

### Verliehen
- Asian Film Award 2009[10]
  - Best Production Designer: Daniel Lee
- Hong Kong Film Critics Society Awards 2009[10]
  - Film of Merit

## Rezeption
Für Manfred Selzer auf Asian Movie Web ist der Film: „Zu oberflächlich und sprunghaft […] und zu unüberlegt der Fokus gewählt. […] Für Westler, die nicht einmal vom Titel des Romans etwas gehört haben, und denen die Namen der Generäle bestenfalls aus der Videospielreihe „Dynasty Warriors“ bekannt vorkommen, dürfte das aber kein Grund sein dem Film gegenüber eine Abneigung zu entwickeln. Und tatsächlich erweist sich „Three Kingdoms“, […], als ein unterhaltsames Kriegsepos, das aber trotz allem im Kern zu unbedeutend und darüber hinaus holprig produziert bleibt.“